# Мендефера (район)
Мендефера — район зоби (провінції) Дебуб, що в Еритреї. Столиця — місто Мендефера. У 2005 році частину території було включено до новоствореного району Маї-Аїні.